# Susana Malcorra
Susana Mabel Malcorra, née le 18 novembre 1954 à Rosario, est une femme politique argentine. 
De 2015 à 2017, elle est ministre des Affaires étrangères. Elle a été nommée par le président Mauricio Macri, le 24 novembre 2015. Auparavant, elle fut chef de cabinet du bureau exécutif de l'Organisation des Nations unies, nommé par le secrétaire général des Nations unies Ban Ki-moon, en mars 2012.
Lorsqu'il a appris la nomination de Susana Malcorra en tant que ministre de l'Argentine, le secrétaire général de l'ONU Ban Ki-moon, l'a félicitée, ajoutant que : « Mme Malcorra a servi l'organisation des Nations unies, avec grande distinction. [...] Je sais par mes conversations avec les dirigeants du monde et de la société civile que Mme Malcorra est bien respectée à travers le monde. »,,

## Biographie
Susana Mabel Malcorra est née à Rosario, dans la province de Santa Fe. Elle est diplômée en génie électrique de l'université de Rosario. Entre 1979 et 1993, elle a travaillé chez IBM, cette même année, elle rejoint Telecom Argentina, dont elle finira par être nommée Directrice générale en 2001. Elle est mariée et a un fils. Elle se décrit comme athée. En dehors de sa langue maternelle, l'espagnol, elle parle aussi, l'anglais, le portugais et le français.

## Carrière
Malcorra a servi en tant que sous-secrétaire générale à l’appui aux missions de l'Organisation des Nations unies. Elle a été nommée par le secrétaire général de l'ONU Ban Ki-moon, en mars 2008, succédant à Jane Holl Lute. Auparavant, elle avait été Directrice des opérations et Directrice exécutive adjointe du Programme alimentaire mondial, où elle a supervisé l'urgence humanitaire et des opérations dans plus de 80 pays. Pendant le tsunami de décembre 2004, elle a dirigé la première phase de la réponse opérationnelle pour faire face à la catastrophe.

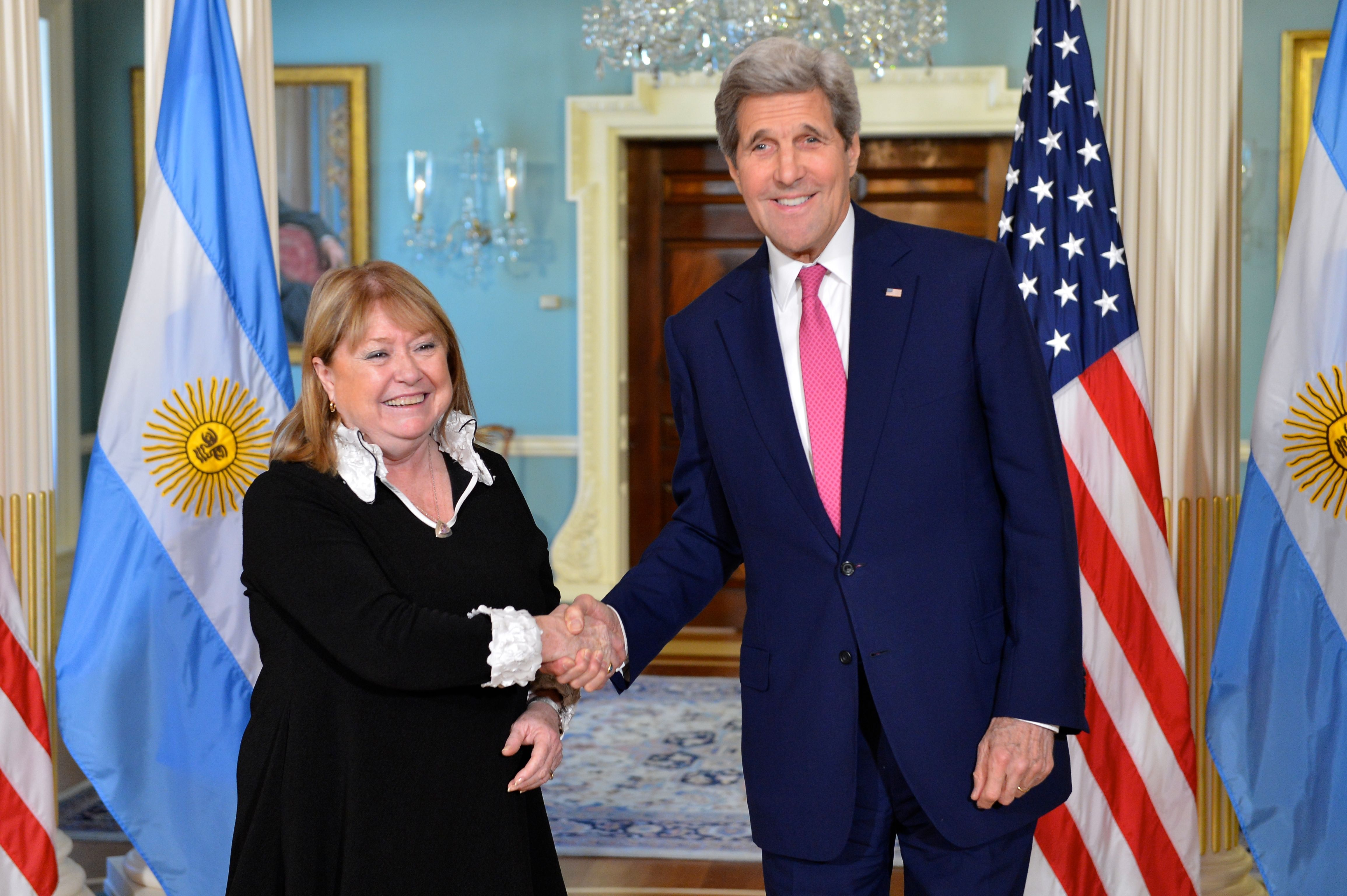
Susana Malcorra avec le secrétaire d'État américain, John Kerry, à Washington, en mars 2016.

Elle avait plus de 25 ans d'expérience dans le secteur privé avant de rejoindre le PAM.
Elle a commencé sa carrière chez IBM en Argentine, en 1979. Au cours de ses quatorze années passées dans la société, elle a occupé différents postes, le dernier étant celui de directrice de la branche secteur public et services. Elle fut affectée au siège d'IBM, en 1986, dans le cadre d'un programme de développement des cadres de l'entreprise. Elle a quitté IBM Argentine en janvier 1993 pour rejoindre Telecom Argentina.[réf. nécessaire]
Au cours de son mandat à Telecom Argentina, elle a de nouveau occupé diverses responsabilités, entre autres, responsable régionale, directrice de l'unité du marketing de masse, puis directrice des opérations. En 2001, elle fut nommée directrice générale de la société. [réf. nécessaire]
En décembre 2015, le président élu Macri a annoncé sa nomination comme future ministre des Affaires étrangères. Depuis le jour de son entrée en fonctions, elle a changé la politique étrangère argentine, s'éloignant de la doctrine bolivarienne et se rapprochant des États-Unis et des pays européens.[réf. nécessaire]

### Candidature pour le poste de secrétaire général de l'organisation des Nations unies
Susana Malcorra est candidate pour remplacer Ban Ki-moon au poste de secrétaire général de l'ONU, à partir de janvier 2017. Plusieurs questions relative à sa responsabilité concernant les dommages causés par les troupes de maintien de la paix de l'ONU lui ont été posées. Le 8 juin, en réponse à une question posée par l'Ambassadeur du Liechtenstein concernant les responsabilités de l'importation  d'une épidémie de choléra en Haïti par un déploiement de Casques bleus de l'ONU, Malcorra a répondu, « cette affaire est maintenant aux mains de la justice, je n'ai pas d'informations privilégiées de sorte qu'il m'est difficile de répondre complètement à la question sans entrer dans une arène dans laquelle je ne suis pas entièrement. Il est clair que l'ONU s'est beaucoup investi pour améliorer l'infrastructure d'Haïti à la suite de l'expérience qu'a constitué le choléra et c'est quelque chose que l'ONU doit faire davantage. La confiance n'était pas entièrement établie, de sorte qu'il faut travailler plus avant avec les Haïtiens pour traiter le choléra. Sur les détails, je préfère attendre d'être mieux informée. »
En termes de responsabilité des Nations unies en ce qui concerne les agressions sexuelles par les troupes des Nations unies, elle a déclaré : « La première priorité de l'Organisation doit être de faire tout ce qui est en son pouvoir pour prévenir l'exploitation sexuelle et les mauvais traitements sous toutes formes et, lorsqu'elles ont lieu, de soutenir les victimes et demander des comptes aux responsables. Cela doit être fait avec une volonté politique  qui ne peut advenir qu'avec un partenariat avec les États membres. » Répondant  aux États-Unis sur le même sujet, elle a souligné, « je pense que nous devons aller au-delà de ce que nous avons aujourd'hui, et c'est pourquoi j'ai proposé cette question du code de conduite. »
C'est finalement António Guterres qui est désigné.